# Chiton viridis
Chiton viridis är en blötdjursart som beskrevs av Lorenz Spengler 1797. Chiton viridis ingår i släktet Chiton och familjen Chitonidae. Inga underarter finns listade i Catalogue of Life.